# Copa Libertadores 1979
W dwudziestej edycji Copa Libertadores udział wzięło 21 klubów reprezentujących wszystkie kraje zrzeszone w CONMEBOL. Każde z 10 państw wystawiło po 2 kluby, nie licząc broniącego tytułu argentyńskiego klubu Boca Juniors, który awansował do półfinału bez gry.
Boca Juniors, choć dotarł do finału, nie zdołał obronić tytułu i powtórzyć wyczynu Estudiantes La Plata, który niemal dekadę wcześniej trzy razy z rzędu zdobył Puchar Wyzwolicieli. Pierwszy raz w historii Copa Libertadores wygrała drużyna spoza wielkiej trójki – Argentyna, Brazylia, Urugwaj – paragwajski klub Club Olimpia.
W pierwszym etapie 20 klubów podzielono na 5 grup po 4 drużyny. Z każdej grupy do następnej rundy awansował tylko zwycięzca. Jako szósty klub do półfinału awansował broniący tytułu Boca Juniors.
W następnej, półfinałowej rundzie, 6 klubów podzielono na 2 grupy liczące po 3 drużyny. Do finału awansowali zwycięzcy obu grup.
W tej edycji Pucharu Wyzwolicieli obok Olimpii bardzo dobrze spisał się chilijski klub CD Palestino. W tym samym roku wielu piłkarzy Olimpii miało udział w zdobyciu przez Paragwaj mistrzostwa Ameryki Południowej podczas turnieju Copa América 1979.

## 1/4 finału

### Grupa 1Argentyna,Kolumbia
| 14.03 Millonarios FC – Deportivo Cali 1:1 - Juan José Irigoyen – Ángel María Torres                                                                  |
| 14.03 CA Argentino de Quilmes – CA Independiente 1:2 - Batalla – Omar Larrosa, Norberto Outes                                                        |
| 20.03 Deportivo Cali – CA Argentino de Quilmes 3:2 - Ángel María Torres, Néstor Leonel Scotta, Ernesto Juan Álvarez – Horacio Milozzi, Luis Graneros |
| 20.03 Millonarios FC – CA Independiente 3:3 - Juan José Irigoyen, Jaime Morón, Carra – Antonio Alzamendi (2), Alejandro Barberón                     |
| 23.03 Deportivo Cali – CA Independiente 1:0 - Néstor Leonel Scotta                                                                                   |
| 23.03 Millonarios FC – CA Argentino de Quilmes 1:0 - Horacio Cordero                                                                                 |
| 04.04 Deportivo Cali – Millonarios FC 2:0 - Alberto de Jesús Benítez, Diego Edison Umaña                                                             |
| 04.04 CA Independiente – CA Argentino de Quilmes 2:0 - Antonio Alzamendi, Norberto Outes                                                             |
| 10.04 CA Argentino de Quilmes – Millonarios FC 1:2 - Edgardo Paruzzo – Juan José Irigoyen, Willington Ortiz                                          |
| 10.04 CA Independiente – Deportivo Cali 1:0 - Alejandro Barberón                                                                                     |
| 13.04 CA Argentino de Quilmes – Deportivo Cali 3:1 - Horacio Bianchini (2), Luis Andreuchi – Rafael Otero                                            |
| 13.04 CA Independiente – Millonarios FC 4:1 - Antonio Alzamendi (2), Norberto Outes (2) – Juan José Irigoyen                                         |

| Klub                    | Mecze | Zw | Rem | Por | Pkt | BrZd | BrStr |
| ----------------------- | ----- | -- | --- | --- | --- | ---- | ----- |
| CA Independiente        | 6     | 4  | 1   | 1   | 9   | 12   | 6     |
| Deportivo Cali          | 6     | 3  | 1   | 2   | 7   | 8    | 7     |
| Millonarios FC          | 6     | 2  | 2   | 2   | 6   | 8    | 11    |
| CA Argentino de Quilmes | 6     | 1  | 0   | 5   | 2   | 7    | 11    |

### Grupa 2Boliwia,Paragwaj
| 23.03 Club Olimpia – Club Sol de América 2:1 - Enrique Atanasio Villalba, Hugo Ricardo Talavera – Fidel Miño                                                  |
| 25.03 Club Bolívar – Club Jorge Wilstermann 4:0 - C. Espínola, Jesús Reynaldo (2), Juan Gregorio Gallo                                                        |
| 29.03 Club Jorge Wilstermann – Club Olimpia 0:2 - Hugo Ricardo Talavera, Evaristo Isasi                                                                       |
| 29.03 Club Bolívar – Club Sol de América 4:1 - Miguel Aguilar, Carlos Aragonés, Porfirio Jiménez, Jesús Reynaldo – Adolfino Cañete                            |
| 02.04 Club Jorge Wilstermann – Club Sol de América 2:3 - Windsor Del Llano (2) – Amado Pérez (2), Néstor Fernández - mecz rozegrano w Santa Cruz de la Sierra |
| 03.04 Club Bolívar – Club Olimpia 2:1 - Miguel Aguilar, Jesús Reynaldo – Carlos Alberto Kiese                                                                 |
| 05.04 Club Sol de América – Club Olimpia 0:1 - Rogelio Wilfrido Delgado                                                                                       |
| 05.04 Club Jorge Wilstermann – Club Bolívar 0:6 - C. Espínola (3), Miguel Aguilar (2), Jesús Reynaldo - mecz rozegrano w La Paz                               |
| 08.04 Club Olimpia – Club Jorge Wilstermann 4:2 - Evaristo Isasi (2), Enrique Atanasio Villalba (2) – Cabrera (2)                                             |
| 11.04 Club Sol de América – Club Jorge Wilstermann 2:1 - Alberto Benítez, Pedro Farías – Cabrera                                                              |
| 15.04 Club Sol de América – Club Bolívar 2:2 - Pedro Farías, Roberto Salinas – Carlos Borja, Jesús Reynaldo                                                   |
| 18.04 Club Olimpia – Club Bolívar 3:0 - Enrique Atanasio Villalba, Evaristo Isasi (2)                                                                         |

| Klub                   | Mecze | Zw | Rem | Por | Pkt | BrZd | BrStr |
| ---------------------- | ----- | -- | --- | --- | --- | ---- | ----- |
| Club Olimpia           | 6     | 5  | 0   | 1   | 10  | 13   | 5     |
| Club Bolívar           | 6     | 4  | 1   | 1   | 9   | 18   | 7     |
| Club Sol de América    | 6     | 2  | 1   | 3   | 5   | 9    | 12    |
| Club Jorge Wilstermann | 6     | 0  | 0   | 6   | 0   | 5    | 21    |

### Grupa 3Brazylia,Peru
| 24.02 Alianza Lima – Universitario de Deportes 3:6 - César Cueto, Juan Illescas, Guillermo La Rosa – Juan José Oré (2), Carlos Adriazola (2), Luces, Ernesto Neyra |
| 28.02 Alianza Lima – Guarani FC 0:3 - Miltão (2), Bozó |
| 03.03 Universitario de Deportes – Guarani FC 3:0 - Bozó s, Juan José Oré (2)                                                                                       |
| 10.03 Alianza Lima – SE Palmeiras 2:4 - Fredy Ravello, William Huapaya – Jorge Mendonça (2), Toninho, Ivo                                                          |
| 13.03 Universitario de Deportes – SE Palmeiras 2:5 - Carlos Adriazola, Juan José Oré – Toninho (2), Jorge Mendonça (2), Rosemiro                                   |
| 21.03 Universitario de Deportes – Alianza Lima 1:0 - Guillermo Palacios                                                                                            |
| 25.03 SE Palmeiras – Guarani FC 1:4 - Jorge Mendonça – Gomes, Zenón, Mauro, Bozó                                                                                   |
| 07.04 Guarani FC – Alianza Lima 2:0 - Bozó, Renato |
| 08.04 SE Palmeiras – Universitario de Deportes 1:2 - Marinho – Percy Vílchez, Juan José Oré                                                                        |
| 11.04 Guarani FC – Universitario de Deportes 6:1 - Zenón (3), Zé Carlos, Miltão – Luis Cañamero                                                                    |
| 12.04 SE Palmeiras – Alianza Lima 4:0 - Pedro Virgílio Rocha, Rosemiro, Baroninho (2)                                                                              |
| 15.04 Guarani FC – SE Palmeiras 1:0 - Zenón |

| Klub                      | Mecze | Zw | Rem | Por | Pkt | BrZd | BrStr |
| ------------------------- | ----- | -- | --- | --- | --- | ---- | ----- |
| Guarani FC                | 6     | 5  | 0   | 1   | 10  | 16   | 5     |
| Universitario de Deportes | 6     | 4  | 0   | 2   | 8   | 15   | 15    |
| SE Palmeiras              | 6     | 3  | 0   | 3   | 6   | 15   | 11    |
| Alianza Lima              | 6     | 0  | 0   | 6   | 0   | 5    | 20    |

### Grupa 4Chile,Wenezuela
| 28.02 CD O’Higgins – CD Palestino 1:1 - Víctor Pizarro – Santiago Gatica s                                                                    |
| 11.03 Galicia Caracas – Portuguesa FC 1:1 - Vinhas – Villarroel                                                                               |
| 18.03 Portuguesa FC – CD O’Higgins 1:1 - Richard Alfredo Páez – Sergio Ahumada                                                                |
| 18.03 Galicia Caracas – CD Palestino 1:1 - Soto – Pedro Pinto                                                                                 |
| 21.03 Galicia Caracas – CD O’Higgins 0:1 - Miguel Angel Neira                                                                                 |
| 21.03 Portuguesa FC – CD Palestino 0:2 - Oscar Fabbiani, Sergio Messen                                                                        |
| 29.03 Portuguesa FC – Galicia Caracas 1:1 - Oriol – P. León                                                                                   |
| 29.03 CD Palestino – CD O’Higgins 1:0 - Oscar Fabbiani                                                                                        |
| 11.04 CD Palestino – Galicia Caracas 5:0 - Ricardo Lazbal (2), Pedro Pinto, Sergio Messen, Elías Ricardo Figueroa                             |
| 11.04 CD O’Higgins – Portuguesa FC 1:1 - Víctor Pizarro – Villarroel                                                                          |
| 15.04 CD Palestino – Portuguesa FC 6:0 - Víctor Zelada (3), Manuel Rojas, Sergio Messen (2)                                                   |
| 15.04 CD O’Higgins – Galicia Caracas 6:0 - Santiago Gatica, Rogelio Farías, Sergio Ahumada, Waldo Quiroz, Miguel Angel Neira, René Valenzuela |

| Klub            | Mecze | Zw | Rem | Por | Pkt | BrZd | BrStr |
| --------------- | ----- | -- | --- | --- | --- | ---- | ----- |
| CD Palestino    | 6     | 4  | 2   | 0   | 10  | 16   | 2     |
| CD O’Higgins    | 6     | 2  | 3   | 1   | 7   | 10   | 4     |
| Portuguesa FC   | 6     | 0  | 4   | 2   | 4   | 4    | 12    |
| Galicia Caracas | 6     | 0  | 3   | 3   | 3   | 3    | 15    |

### Grupa 5Ekwador,Urugwaj
| 04.03 CD El Nacional – Técnico Universitario Ambato 2:1 - Fausto Correa, Carlos Saa – Roque Párraga                          |
| 07.03 CA Peñarol – Club Nacional de Football 0:0                                                                             |
| 13.03 CA Peñarol – Técnico Universitario Ambato 4:0 - Fernando Morena (3), Venancio Ramos                                    |
| 16.03 Club Nacional de Football – Técnico Universitario Ambato 2:0 - Eduardo de la Peña, Juan Carlos Ocampo                  |
| 20.03 Club Nacional de Football – CD El Nacional 3:0 - Waldemar Victorino (3)                                                |
| 23.03 CA Peñarol – CD El Nacional 2:1 - Venancio Ramos, Fernando Morena – José Villafuerte                                   |
| 28.03 Club Nacional de Football – CA Peñarol 1:1 - Juan Carlos Ocampo – Venancio Ramos                                       |
| 01.04 Técnico Universitario Ambato – CD El Nacional 2:2 - Fabián Vicente Burbano, Washington Guevara – Jorge Vinicio Ron (2) |
| 05.04 CD El Nacional – Club Nacional de Football 1:0 - Jorge Vinicio Ron                                                     |
| 05.04 Técnico Universitario Ambato – CA Peñarol 0:1 - Rubén Walter Paz                                                       |
| 08.04 Técnico Universitario Ambato – Club Nacional de Football 1:1 - Gerardo Estupiñán – José Hermes Moreira                 |
| 08.04 CD El Nacional – CA Peñarol 0:2 - Mario Zoryez, Rubén Walter Paz                                                       |

| Klub                         | Mecze | Zw | Rem | Por | Pkt | BrZd | BrStr |
| ---------------------------- | ----- | -- | --- | --- | --- | ---- | ----- |
| CA Peñarol                   | 6     | 4  | 2   | 0   | 10  | 10   | 2     |
| Club Nacional de Football    | 6     | 2  | 3   | 1   | 7   | 7    | 3     |
| CD El Nacional               | 6     | 2  | 1   | 3   | 5   | 6    | 10    |
| Técnico Universitario Ambato | 6     | 0  | 2   | 4   | 2   | 4    | 12    |

### Obrońca tytułu
| Boca Juniors jako obrońca tytułu awansował do 1/2 finału bez gry |

## 1/2 finału

### Grupa 1
| 10.05 CA Peñarol – CA Independiente 0:0                                               |
| 16.05 Boca Juniors – CA Peñarol 1:0 - Armando Capurro                                 |
| 13.06 CA Independiente – Boca Juniors 1:0 - Rubén Galván                              |
| 20.06 CA Independiente – CA Peñarol 1:0 - Pedro R. Magallanes                         |
| 27.06 Boca Juniors – CA Independiente 2:0 - Hugo Perotti, Ernesto Enrique Mastrángelo |
| 04.07 CA Peñarol – Boca Juniors 0:0                                                   |

- dodatkowy mecz o pierwsze miejsce w grupie z powodu równej liczby punktów:

| 11.07 Boca Juniors – CA Independiente 1:0 - Ernesto Enrique Mastrángelo |

| Klub             | Mecze | Zw | Rem | Por | Pkt | BrZd | BrStr |
| ---------------- | ----- | -- | --- | --- | --- | ---- | ----- |
| Boca Juniors     | 4     | 2  | 1   | 1   | 5   | 3    | 1     |
| CA Independiente | 4     | 2  | 1   | 1   | 5   | 2    | 2     |
| CA Peñarol       | 4     | 0  | 2   | 2   | 2   | 0    | 2     |

### Grupa 2
| 01.05 CD Palestino – Guarani FC 0:0                                                                |
| 04.05 Club Olimpia – Guarani FC 2:1 - Enrique Atanasio Villalba, Roberto Paredes – Miltao          |
| 09.05 CD Palestino – Club Olimpia 0:2 - Hugo Ricardo Talavera (2)                                  |
| 16.05 Club Olimpia – CD Palestino 3:0 - Carlos Alberto Kiese, Perro Varas s, Hugo Ricardo Talavera |
| 20.05 Guarani FC – CD Palestino 2:2 - Marinho, Miltao – Manuel Rojas (2)                           |
| 24.05 Guarani FC – Club Olimpia 1:1 - Marinho – Adolfo Lazzarini                                   |

| Klub         | Mecze | Zw | Rem | Por | Pkt | BrZd | BrStr |
| ------------ | ----- | -- | --- | --- | --- | ---- | ----- |
| Club Olimpia | 4     | 3  | 1   | 0   | 7   | 8    | 2     |
| Guarani FC   | 4     | 0  | 3   | 1   | 3   | 4    | 5     |
| CD Palestino | 4     | 0  | 2   | 2   | 2   | 2    | 7     |

## FINAŁ
| Club Olimpia – Boca Juniors 2:0 i 0:0 |
| 22 lipca 1979 Asunción Defensores del Chaco (50 000) Club Olimpia – Boca Juniors 2:0 (2:0) Sędzia: Gastón Castro (Chile) Bramki: 1:0 Osvaldo Aquino 2, 2:0 Miguel Angel Piazza 27 Club Olimpia: Ever Hugo Almeida – Roberto Paredes, Jiménez, Alicio Solalinde, Carlos Alberto Kiese, Miguel Angel Piazza, Evaristo Isasi, Luis Ernesto Torres, Enrique Atanasio Villalba, Hugo Ricardo Talavera, Osvaldo Aquino Club Atlético Boca Juniors: Hugo Orlando Gatti – Vicente Alberto Pernía, Armando Capurro, Roberto Mouzo, Miguel Ángel Bordón, Jorge José Benítez (José Antonio Palacios), Rubén José Suñé, Carlos Horacio Salinas, Ernesto Enrique Mastrángelo, Carlos Roberto Salguero, Juan Ramón Rocha                    |
| 27 lipca 1979 Buenos Aires Estadio La Bombonera (65 000) Boca Juniors – Club Olimpia 0:0 Sędzia: Juan Daniel Cardellino (Urugwaj) Club Atlético Boca Juniors: Hugo Orlando Gatti – Vicente Alberto Pernía, Francisco Sá, Armando Capurro, Miguel Ángel Bordón, Jorge José Benítez, Rubén José Suñé, Mario Nicasio Zanabria (Carlos Roberto Salguero), Ernesto Enrique Mastrángelo, Carlos Horacio Salinas, Juan Ramón Rocha (José Antonio Palacios). Club Olimpia: Ever Hugo Almeida – Alicio Solalinde, Roberto Paredes, Jiménez, Miguel Angel Piazza, Luis Ernesto Torres (Jorge Guasch), Carlos Alberto Kiese, Hugo Ricardo Talavera, Evaristo Isasi, Enrique Atanasio Villalba, Osvaldo Aquino (Rogelio Wilfrido Delgado) |

## Klasyfikacja
Poniższa tabela ma charakter statystyczny. O kolejności decyduje na pierwszym miejscu osiągnięty etap rozgrywek, a dopiero potem dorobek bramkowo-punktowy. W przypadku klubów, które odpadły w rozgrywkach grupowych o kolejności decyduje najpierw miejsce w tabeli grupy, a dopiero potem liczba zdobytych punktów i bilans bramkowy.
| Poz                                                                      | Klub                         | Mecze | Zw | Rem | Por | Pkt | BrZd | BrStr |
| ------------------------------------------------------------------------ | ---------------------------- | ----- | -- | --- | --- | --- | ---- | ----- |
| 1                                                                        | Club Olimpia                 | 12    | 9  | 2   | 1   | 20  | 23   | 7     |
| 2                                                                        | Boca Juniors                 | 7     | 3  | 2   | 2   | 8   | 4    | 3     |
| 3                                                                        | CA Independiente             | 11    | 6  | 2   | 3   | 14  | 14   | 9     |
| 4                                                                        | Guarani FC                   | 10    | 5  | 3   | 2   | 13  | 20   | 10    |
| 5                                                                        | CD Palestino                 | 10    | 4  | 4   | 2   | 12  | 18   | 9     |
| 6                                                                        | CA Peñarol                   | 10    | 4  | 4   | 2   | 12  | 10   | 4     |
| 7                                                                        | Club Bolívar                 | 6     | 4  | 1   | 1   | 9   | 18   | 7     |
| 8                                                                        | Universitario de Deportes    | 6     | 4  | 0   | 2   | 8   | 15   | 15    |
| 9                                                                        | CD O’Higgins                 | 6     | 2  | 3   | 1   | 7   | 10   | 4     |
| 10                                                                       | Club Nacional de Football    | 6     | 2  | 3   | 1   | 7   | 7    | 3     |
| 11                                                                       | Deportivo Cali               | 6     | 3  | 1   | 2   | 7   | 8    | 7     |
| 12                                                                       | SE Palmeiras                 | 6     | 3  | 0   | 3   | 6   | 15   | 11    |
| 13                                                                       | Millonarios FC               | 6     | 2  | 2   | 2   | 6   | 8    | 11    |
| 14                                                                       | Club Sol de América          | 6     | 2  | 1   | 3   | 5   | 9    | 12    |
| 15                                                                       | CD El Nacional               | 6     | 2  | 1   | 3   | 5   | 6    | 10    |
| 16                                                                       | Portuguesa FC                | 6     | 0  | 4   | 2   | 4   | 4    | 12    |
| 17                                                                       | Galicia Caracas              | 6     | 0  | 3   | 3   | 3   | 3    | 15    |
| 18                                                                       | CA Argentino de Quilmes      | 6     | 1  | 0   | 5   | 2   | 7    | 11    |
| 19                                                                       | Técnico Universitario Ambato | 6     | 0  | 2   | 4   | 2   | 4    | 12    |
| 20                                                                       | Alianza Lima                 | 6     | 0  | 0   | 6   | 0   | 5    | 20    |
| 21                                                                       | Club Jorge Wilstermann       | 6     | 0  | 0   | 6   | 0   | 5    | 21    |
| Podsumowanie: 75 meczów, w tym 19 remisów, 213 bramek – 2.84 bramki/mecz |                              |       |    |     |     |     |      |       |